# 中华人民共和国国务院 (第十四届全国人大期间)
中华人民共和国第十四届国务院，即李强政府，是第十四届全国人民代表大会（2023年3月至2028年3月）所产生的同时期国家最高行政机关，即中央人民政府。本届国务院总理由中共第二十届中央政治局常委李强担任。本届政府对第十四届全国人民代表大会及其常务委员会负责，接受中国共产党领导。
除国务院办公厅外，第十四届国务院设置组成部门26个、直属特设机构1个、直属机构14个、办事机构1个、直属事业单位7个、部委管理的国家局17个。

## 机构设置
第十四届国务院设置国务院办公厅和26个组成部门（包括各部、各委员会、中国人民银行和审计署），1个国务院直属特设机构、14个直属机构，2个办事机构、7个直属事业单位、17个部委管理的国家局和若干国务院议事协调机构。

### 国务院办公厅
国务院办公厅是国务院的综合性日常办公机构，协助国务院领导同志处理国务院日常工作。

### 国务院组成部门
国务院组成部门是全国人民代表大会决定设置的正部级机构，其性质类似于内阁组成单位，负责领导和管理某一方面的行政事务，行使特定的国家行政权力，其行政首长均为国务院组成人员。第十四届国务院设置组成部门26个：
- 中华人民共和国外交部
- 中华人民共和国国防部
- 中华人民共和国国家发展和改革委员会
- 中华人民共和国教育部
- 中华人民共和国科学技术部
- 中华人民共和国工业和信息化部
- 中华人民共和国国家民族事务委员会
- 中华人民共和国公安部
- 中华人民共和国国家安全部
- 中华人民共和国民政部
- 中华人民共和国司法部
- 中华人民共和国财政部
- 中华人民共和国人力资源和社会保障部
- 中华人民共和国自然资源部
- 中华人民共和国生态环境部
- 中华人民共和国住房和城乡建设部
- 中华人民共和国交通运输部
- 中华人民共和国水利部
- 中华人民共和国农业农村部
- 中华人民共和国商务部
- 中华人民共和国文化和旅游部
- 中华人民共和国国家卫生健康委员会
- 中华人民共和国退役军人事务部
- 中华人民共和国应急管理部
- 中国人民银行
- 中华人民共和国审计署

（教育部对外保留国家语言文字工作委员会牌子。工业和信息化部对外保留国家航天局、国家原子能机构牌子。人力资源和社会保障部加挂国家外国专家局牌子。自然资源部对外保留国家海洋局牌子。生态环境部对外保留国家核安全局牌子。农业农村部加挂国家乡村振兴局牌子。）

### 国务院直属特设机构
国务院直属特设机构是国务院为管理某类特殊的事项或履行特殊的职能而单设立的机构。第十四届国务院设置直属特设机构1个：
- 国务院国有资产监督管理委员会

### 国务院直属机构
国务院直属机构是国务院为管理某项专门业务或特定事务设置的机构，承担国务院的某项专门业务，具有独立的行政管理职能。国务院直属机构的行政地位低于组成部门，其设立、撤销或变动由国务院全体会议讨论决定。直属机构的行政首长经国务院常务会议讨论决定，由总理任免，直属机构行政长官不属于国务院的组成人员。第十四届国务院设置直属机构14个：
- 中华人民共和国海关总署
- 国家税务总局
- 国家市场监督管理总局
- 国家金融监督管理总局
- 中国证券监督管理委员会
- 国家广播电视总局
- 国家体育总局
- 国家信访局（副部级）
- 国家统计局（副部级）
- 国家知识产权局（副部级）
- 国家国际发展合作署（副部级）
- 国家医疗保障局（副部级）
- 国务院参事室（副部级）
- 国家机关事务管理局（副部级）

（国家市场监督管理总局对外保留国家反垄断局、国家认证认可监督管理委员会、国家标准化管理委员会牌子。国家新闻出版署（国家版权局）在中央宣传部加挂牌子，由中央宣传部承担相关职责。国家宗教事务局在中央统战部加挂牌子，由中央统战部承担相关职责。）

### 国务院办事机构
国务院办事机构是国务院内部设立的、协助总理办理专门事项的机构，不具有独立的行政管理职能。国务院办事机构的设立、合併及撤销，由国务院决定，其行政首长由国务院总理任免。第十四届国务院设置办事机构1个：
- 国务院研究室

（国务院侨务办公室在中央统战部加挂牌子，由中央统战部承担相关职责。国务院港澳事务办公室在中共中央港澳工作办公室加挂牌子，由中共中央港澳工作办公室承担相关职责。国务院台湾事务办公室与中共中央台湾工作办公室、国家互联网信息办公室与中央网络安全和信息化委员会办公室，一个机构两块牌子，列入中共中央直属机构序列。国务院新闻办公室在中央宣传部加挂牌子，由中央宣传部承担相关职责。）

### 国务院直属事业单位
国务院直属事业单位为事业编制，不属于行政机构，由国务院授权其中一些单位行使一定的行政职能，第十四届国务院设置直属事业单位7个：
- 新华通讯社
- 中国科学院
- 中国社会科学院
- 中国工程院
- 国务院发展研究中心
- 中央广播电视总台
- 中国气象局（副部级）

（国家行政学院与中共中央党校，一个机构两块牌子，作为党中央直属事业单位。）

### 国务院部委管理的国家局
国务院部委管理的国家局主管特定业务，行使行业行政管理职能，均為副部級單位。第十四届国务院设置部委管理的国家局17个：
- 国家粮食和物资储备局，由国家发展和改革委员会管理
- 国家能源局，由国家发展和改革委员会管理
- 国家数据局，由国家发展和改革委员会管理
- 国家国防科技工业局，由工业和信息化部管理
- 国家烟草专卖局，由工业和信息化部管理
- 国家移民管理局，由公安部管理
- 国家林业和草原局，由自然资源部管理
- 国家铁路局，由交通运输部管理
- 中国民用航空局，由交通运输部管理
- 国家邮政局，由交通运输部管理
- 国家文物局，由文化和旅游部管理
- 国家中医药管理局，由国家卫生健康委员会管理
- 国家疾病预防控制局，由国家卫生健康委员会管理
- 国家矿山安全监察局，由应急管理部管理
- 国家消防救援局，由应急管理部管理
- 国家外汇管理局，由中国人民银行管理
- 国家药品监督管理局，由国家市场监督管理总局管理

（国家移民管理局加挂中华人民共和国出入境管理局牌子。国家林业和草原局加挂国家公园管理局牌子。国家公务员局在中央组织部加挂牌子，由中央组织部承担相关职责。国家档案局与中央档案馆、国家保密局与中央保密委员会办公室、国家密码管理局与中央密码工作领导小组办公室，一个机构两块牌子，列入中共中央直属机关的下属机构序列。）

### 国务院派出机构
国务院派出机构是指国务院（中央人民政府）在一定区域或组织内设立、授权实施某方面行政管理职能的代表机构。第十四届国务院设置派出机构0个（以下3个国务院派出机构均列入中共中央直属机构序列，不计入国务院机构个数）：
- 中央人民政府驻香港特别行政区联络办公室
- 中央人民政府驻澳门特别行政区联络办公室
- 中央人民政府驻香港特别行政区维护国家安全公署（副部级）

（中央人民政府驻香港特别行政区联络办公室与中共中央香港工作委员会，中央人民政府驻澳门特别行政区联络办公室与中共中央澳门工作委员会，一个机构两块牌子，列入中共中央直属机关序列。中央人民政府驻香港特别行政区维护国家安全公署，列入中共中央直属机关序列。）

### 国务院议事协调机构
国务院议事协调机构是国务院为完成某项特殊性或临时性任务而设立的跨部门的协调机构，承担跨国务院行政机构的重要业务工作的组织协调任务。国务院议事协调机构议定的事项，经国务院同意，由有关的行政机构按照各自的职责负责办理。在特殊或者紧急的情况下，经国务院同意，国务院议事机构可以规定临时性的行政管理措施。国务院议事协调机构一般不设实体性办事机构，不单独确定编制，所需要的编制由承担具体工作的行政机构解决；可以交由现有机构承担职能的或者由现有机构进行协调可以解决问题的，不另设议事协调机构。

## 组成人员

### 常务会议组成人员
- 总理：李强
- 副总理：丁薛祥、何立峰、张国清、刘国中[4]
- 国务委员：王小洪、吴政隆、谌贻琴（女，白族）[5]
- 秘书长：吴政隆[6]

| 排名 | 肖像 姓名 | 党职                                | 公职         | 分工                                                           |
| ---- | --------- | ----------------------------------- | ------------ | -------------------------------------------------------------- |
| 1    | 丁薛祥    | 中共中央政治局常委 国务院党组副书记 | 国务院副总理 | 主管发展改革、教育、科技、财政、生态环境、税务、统计、知识产权 |
| 2    | 何立峰    | 中共中央政治局委员 国务院党组成员   | 国务院副总理 | 主管金融、商务、自然资源、住房和城乡建设、交通运输、海关       |
| 3    | 张国清    | 中共中央政治局委员 国务院党组成员   | 国务院副总理 | 主管工业和信息化、应急管理、国有资产、市场监管                 |
| 4    | 刘国中    | 中共中央政治局委员 国务院党组成员   | 国务院副总理 | 主管水利、农业农村、卫生健康、医疗保障                         |

| 排名 | 肖像 姓名           | 党职                                                                               | 公职                                                                                    | 分工 |
| ---- | ------------------- | ---------------------------------------------------------------------------------- | --------------------------------------------------------------------------------------- | --- |
| 1    | 李尚福 陆军上将     | 中共中央委员 中共中央军委委员 国务院党组成员                                       | 国家中央军委委员 （任期至2023年10月24日） 国务委员兼国防部部长 （任期至2023年10月24日） | 军队外交与国防动员 国家国防动员委员会副主任 |
| 2→1  | 王小洪 总警监       | 中共中央委员 中共中央书记处书记 中共中央政法委副书记 国务院党组成员 公安部党委书记 | 国务委员兼公安部部长                                                                    | 公安方面工作 国务院安全生产委员会副主任 国家禁毒委员会主任 |
| 3→2  | 吴政隆              | 中共中央委员 国务院党组成员 国务院机关党组书记                                     | 国务委员兼国务院秘书长                                                                  | 分管国务院办公厅、国家机关事务管理局、国务院参事室 联系国家信访局 国家国防动员委员会副主任 全国政务公开领导小组组长 |
| 4→3  | 谌贻琴 （女，白族） | 中共中央委员 国务院党组成员                                                        | 国务委员兼全国妇联主席                                                                  | 负责民政、人力资源社会保障、退役军人事务、体育工作， 联系文化和旅游部、国家民委、中国残联 国务院妇女儿童工作委员会主任 全国老龄工作委员会主任 国务院就业促进和劳动保护工作领导小组组长 国务院残疾人工作委员会主任 中俄人文合作委员会中方主席 中欧高级别人文交流对话机制中方主席 |
| 5    | 秦刚                | 中共中央委员 国务院党组成员                                                        | 国务委员 （2023年7月25日至10月24日） 国务委员兼外交部部长 （任期至2023年7月25日）       | 外交方面工作 中央港澳工作领导小组副组长 |

### 各组成部门负责人
根据机构排序，第十四届国务院组成部门负责人如下：
| 组成部门                           | 负责人                     | 任职日期                      |
| ---------------------------------- | -------------------------- | ----------------------------- |
| 中华人民共和国外交部               | 部 长：秦 刚               | 2022年12月30日－2023年7月25日 |
| 中华人民共和国外交部               | 部 长：王 毅               | 2023年7月25日－               |
| 中华人民共和国国防部               | 部 长：李尚福 陆军上将     | 2023年3月12日－2023年10月24日 |
| 中华人民共和国国防部               | 部 长：董 军 海军上将      | 2023年12月29日－              |
| 中华人民共和国国家发展和改革委员会 | 主 任：郑栅洁              | 2023年3月12日－               |
| 中华人民共和国教育部               | 部 长：怀进鹏              | 2021年8月20日－               |
| 中华人民共和国科学技术部           | 部 长：王志刚              | 2018年3月19日－2023年10月24日 |
| 中华人民共和国科学技术部           | 部 长：阴和俊              | 2023年10月24日－              |
| 中华人民共和国工业和信息化部       | 部 长：金壮龙              | 2022年9月2日－2025年4月30日   |
| 中华人民共和国工业和信息化部       | 部 长：李乐成              | 2025年4月30日－               |
| 中华人民共和国国家民族事务委员会   | 主 任：潘 岳               | 2022年6月24日－               |
| 中华人民共和国公安部               | 部 长：王小洪 总警监       | 2022年6月24日－               |
| 中华人民共和国国家安全部           | 部 长：陈一新 总警监       | 2022年10月30日－              |
| 中华人民共和国民政部               | 部 长：唐登杰              | 2022年2月28日－2023年12月29日 |
| 中华人民共和国民政部               | 部 长：陆治原              | 2023年12月29日－              |
| 中华人民共和国司法部               | 部 长：贺 荣               | 2023年2月24日－               |
| 中华人民共和国财政部               | 部 长：刘 昆               | 2018年3月19日－2023年10月24日 |
| 中华人民共和国财政部               | 部 长：蓝佛安              | 2023年10月24日－              |
| 中华人民共和国人力资源和社会保障部 | 部 长：王晓萍              | 2022年12月30日－              |
| 中华人民共和国自然资源部           | 部 长：王广华              | 2022年6月24日－2024年12月25日 |
| 中华人民共和国自然资源部           | 部 长：关志鸥              | 2024年12月25日－              |
| 中华人民共和国生态环境部           | 部 长：黄润秋              | 2020年4月29日－               |
| 中华人民共和国住房和城乡建设部     | 部 长：倪 虹               | 2022年6月24日－               |
| 中华人民共和国交通运输部           | 部 长：李小鹏              | 2016年9月3日－2024年11月8日   |
| 中华人民共和国交通运输部           | 部 长：刘 伟               | 2024年11月8日－               |
| 中华人民共和国水利部               | 部 长：李国英              | 2021年2月28日－               |
| 中华人民共和国农业农村部           | 部 长：唐仁健              | 2020年12月26日－2024年9月13日 |
| 中华人民共和国农业农村部           | 部 长：韩 俊               | 2024年9月13日－               |
| 中华人民共和国商务部               | 部 长：王文涛              | 2020年12月26日－              |
| 中华人民共和国文化和旅游部         | 部 长：胡和平              | 2020年8月11日－2023年12月29日 |
| 中华人民共和国文化和旅游部         | 部 长：孙业礼              | 2023年12月29日－              |
| 中华人民共和国国家卫生健康委员会   | 主 任：马晓伟              | 2018年3月19日－2024年6月28日  |
| 中华人民共和国国家卫生健康委员会   | 主 任：雷海潮              | 2024年6月28日－               |
| 中华人民共和国退役军人事务部       | 部 长：裴金佳              | 2022年6月24日－               |
| 中华人民共和国应急管理部           | 部 长：王祥喜 消防救援总监 | 2022年9月2日－                |
| 中国人民银行                       | 行 长：易 纲               | 2018年3月19日－2023年7月25日  |
| 中国人民银行                       | 行 长：潘功胜              | 2023年7月25日－               |
| 中华人民共和国审计署               | 审计长：侯 凯              | 2022年6月30日－               |

### 当前分工
|    | 肖像 姓名           | 党职                                                                  | 公职                                                        | 分工 |
| -- | ------------------- | --------------------------------------------------------------------- | ----------------------------------------------------------- | --- |
| 1  | 王毅                | 中共中央政治局委員                                                    | 中華人民共和國外交部部長                                    | 中央外事工作委員會辦公室主任 中央港澳工作領導小組副組長 國家推進「一帶一路」建設工作領導小組副組長 中央對台工作領導小組秘書長 |
| 2  | 董军 海軍上將       | 中共中央委員                                                          | 中华人民共和国国防部部長                                    | |
| 3  | 郑栅洁              | 中共中央委員 國家發改委黨組書記                                       | 中華人民共和國國家發展和改革委員會主任                      | |
| 4  | 怀进鹏              | 中共中央委員 教育部黨組書記                                           | 中華人民共和國教育部部長                                    | 中央教育工作領導小組秘書組組長                                                                                                |
| 5  | 阴和俊              | 中共中央委員 科學技術部黨組書記                                       | 中華人民共和國科學技術部部長                                | 中央科技委員會辦公室主任 |
| 6  | 李乐成              | 中共中央委員 工業和信息化部党组书记                                   | 中華人民共和國工業和信息化部部長                            | |
| 7  | 潘岳                | 中共中央委員 中共中央統戰部副部長 國家民委黨組書記                    | 中華人民共和國國家民族事務委員會主任 中華海外聯誼會副會長   | 中央西藏工作協調小組辦公室主任 中央新疆工作協調小組辦公室主任                                                                 |
| 8  | 王小洪 总警监       | 中共中央書記處書記 中共中央政法委副書記 國務院黨組成員 公安部黨委書記 | 國務委員 中華人民共和國公安部部長                           | 國務院安全生產委員會副主任 國家禁毒委員會主任                                                                                 |
| 9  | 陈一新 总警监       | 中共中央委員 中共中央政法委委員 國家安全部黨委書記                    | 中華人民共和國國家安全部部長                                | |
| 10 | 陆治原              | 中共中央委員 民政部黨組書記                                           | 中華人民共和國民政部部長                                    | 國務院就業促進和勞動保護工作領導小組副組長 全國退役士兵安置工作領導小組副組長                                                 |
| 11 | 贺荣                | 中共中央委員 中共中央政法委委員 司法部黨組書記                        | 中華人民共和國司法部部長                                    | 中央全面依法治國委員會辦公室副主任                                                                                            |
| 12 | 蓝佛安              | 中共中央委員 財政部黨組書記                                           | 中華人民共和國財政部部長                                    | 國務院關稅稅則委員會主任 |
| 13 | 王晓萍              | 中共中央紀委委員 人社部黨組書記                                       | 中華人民共和國人力資源和社會保障部部長                      | 國務院就業促進和勞動保護工作領導小組副組長 國務院軍隊轉業幹部安置工作小組組長                                                 |
| 14 | 关志鸥              | 中共中央候補委員 自然資源部黨組書記                                   | 中華人民共和國自然資源部部長 國家自然資源總督察             | |
| 15 | 黄润秋              | 九三学社中央副主席                                                    | 中華人民共和國生態環境部部長                                | |
| 16 | 倪虹                | 中共中央委員 住建部黨組書記                                           | 中華人民共和國住房和城鄉建設部部長                          | |
| 17 | 刘伟                | 中共中央委員 交通運輸部黨組書記                                       | 中華人民共和國交通運輸部部長                                | |
| 18 | 李国英              | 中共中央委員 水利部黨組書記                                           | 中華人民共和國水利部部長                                    | |
| 19 | 韩俊                | 中共中央委員 農業農村部黨組書記                                       | 中華人民共和國農業農村部部長                                | 中央農村工作領導小組副組長 |
| 20 | 王文涛              | 中共中央委員 商務部黨組書記                                           | 中華人民共和國商務部部長                                    | 中非合作論壇中方後續行動委員會名譽主席                                                                                        |
| 21 | 孙业礼              | 中共中央宣傳部副部長 文化和旅遊部黨組書記                             | 中華人民共和國文化和旅遊部部長 中國思想政治研究會常務副會長 | |
| 22 | 雷海潮              | 國家衛健委黨組書記                                                    | 中華人民共和國國家衛生健康委員會主任                        | 國務院防治愛滋病工作委員會副主任                                                                                              |
| 23 | 裴金佳              | 中共中央委員 退役軍人事務部黨組書記                                   | 中華人民共和國退役軍人事務部部長                            | 中央軍民融合發展委員會辦公室副主任 全國擁軍優屬擁政愛民工作領導小組副組長                                                     |
| 24 | 王祥喜 消防救援总监 | 中共中央委員 應急管理部黨委書記                                       | 中華人民共和國應急管理部部長 國家消防救援局第一政委         | 國務院安全生產委員會副主任兼辦公室主任                                                                                        |
| 25 | 潘功胜              | 中國人民銀行黨委書記                                                  | 中國人民銀行行長                                            | 中國人民銀行貨幣政策委員會主席                                                                                                |
| 26 | 侯凯                | 中共中央委員 中共中央紀委常委 審計署黨組書記                          | 中華人民共和國審計署審計長                                  | 中央審計委員會辦公室主任 |

## 人事变动
- 2023年3月11日，根据中华人民共和国主席习近平的提名，十四届全国人大一次会议经投票表决，决定李强为国务院总理。
- 2023年3月12日，李强總理根據《中華人民共和國憲法》，向全國人民代表大會提出國務院副總理、國務委員及各组成部门負責人等其他國務院組成人員人选，獲全國人大批准後正式組成本届国务院。[31]
- 2023年7月25日，中华人民共和国第十四届全国人民代表大会常务委员会第四次会议，免去秦刚的外交部部长职务及易纲的中国人民银行行长职务；任命王毅为外交部部长及潘功胜为中国人民银行行长。[32]
- 2023年10月24日，中华人民共和国第十四届全国人民代表大会常务委员会第六次会议，免去李尚福的国务委员、国防部部长职务、秦刚的国务委员职务、王志刚的科学技术部部长职务及刘昆的财政部部长职务；任命阴和俊为科学技术部部长及蓝佛安为财政部部长。[33]
- 2023年12月29日，中华人民共和国第十四届全国人民代表大会常务委员会第七次会议，免去唐登杰的民政部部长职务及胡和平的文化和旅游部部长职务；任命董军为国防部部长、陆治原为民政部部长、孙业礼为文化和旅游部部长。[34]
- 2024年6月28日，中华人民共和国第十四届全国人民代表大会常务委员会第十次会议，免去马晓伟的国家卫生健康委员会主任职务；任命雷海潮为国家卫生健康委员会主任。[35]
- 2024年9月13日，中华人民共和国第十四届全国人民代表大会常务委员会第十一次会议，免去唐仁健的农业农村部部长职务；任命韩俊为农业农村部部长。[36]
- 2024年11月8日，中华人民共和国第十四届全国人民代表大会常务委员会第十二次会议，免去李小鹏的交通运输部部长职务；任命刘伟为交通运输部部长。[37]
- 2024年12月25日，中华人民共和国第十四届全国人民代表大会常务委员会第十三次会议，免去王广华的自然资源部部长职务；任命关志鸥为自然资源部部长。[38]
- 2025年4月30日，中华人民共和国第十四届全国人民代表大会常务委员会第十五次会议，免去金壮龙的工业和信息化部部长职务；任命李乐成为工业和信息化部部长。[39]

### 首長變動
| 部委首長變動           | 部委首長變動 | 部委首長變動 | 部委首長變動   | 部委首長變動   | 部委首長變動 | 部委首長變動 |
| 頭銜                   | 肖像         | 姓名         | 就任日期       | 離任日期       | 繼任         | 備註         |
| ---------------------- | ------------ | ------------ | -------------- | -------------- | ------------ | ------------ |
| 外交部部長             |              | 秦剛         | 2022年12月30日 | 2023年7月25日  | 王毅         |              |
| 中國人民銀行行長       |              | 易綱         | 2018年3月19日  | 2023年7月25日  | 潘功勝       |              |
| 國務委員               |              | 秦剛         | 2023年3月12日  | 2023年10月24日 |              |              |
| 國務委員               |              | 李尚福       | 2023年3月12日  | 2023年10月24日 |              | 免職         |
| 國防部部長             |              | 李尚福       | 2023年3月12日  | 2023年10月24日 | 董军         | 免職         |
| 科學技術部部長         |              | 王志刚       | 2018年3月19日  | 2023年10月24日 | 阴和俊       |              |
| 財政部部長             |              | 刘昆         | 2018年3月19日  | 2023年10月24日 | 蓝佛安       |              |
| 民政部部长             |              | 唐登杰       | 2022年2月28日  | 2023年12月29日 | 陆治原       |              |
| 文化和旅游部部长       |              | 胡和平       | 2020年8月11日  | 2023年12月29日 | 孙业礼       |              |
| 國家衛生健康委員會主任 |              | 马晓伟       | 2018年3月19日  | 2024年6月28日  | 雷海潮       |              |
| 農業農村部部長         |              | 唐仁健       | 2020年12月26日 | 2024年9月13日  | 韩俊         |              |
| 交通运输部部长         |              | 李小鹏       | 2016年9月3日   | 2024年11月8日  | 刘伟         |              |
| 自然资源部部长         |              | 王广华       | 2022年6月24日  | 2024年12月25日 | 关志鸥       |              |